# Prosopocera viridecincta
Prosopocera viridecincta es una especie de escarabajo longicornio del género Prosopocera, tribu Prosopocerini, familia Cerambycidae. Fue descrita científicamente por Hintz en 1919.
Se distribuye por Benín, Camerún y Costa de Marfil. Mide 14-17 milímetros de longitud.